# UEK
UEK es un grupo español de rock procedente del País Vasco. Su música está influenciada por algunas bandas de rock como Rush, Black Sabbath, Incubus o Foo Fighters.

## Historia
UEK nació en el año 1999 de la mano de Keu Agirretxea (Fjord, Etsaiak, Psychophony). Después de editar tres álbumes instrumentales, Uek (2000), Ganbaratik (2003) y Fignuh Hystreld (2005) el guitarrista de Ondárroa decidió convertir el proyecto en trío junto a Mikel Arakistain (Fjord, Etsaiak, Psychophony) al bajo y Jon Gurrutxaga (Arima Beltza) a la batería. Heltzear diren egunak (2006) fue el primer resultado de la nueva banda.
El julio de 2007 los tres músicos se metieron en la grabación de un nuevo álbum que vio la luz a mediados de octubre de la mano del sello Gaztelupeko Hotsak. Uhinak (Ondas), fue grabado en los estudios Garate de Andoáin (Guipúzcoa) junto a Haritz Harreguy. «Askatasun hitzak» fue el primer sencillo.

## Miembros
- Keu Agirretxea - Voz, guitarra
- Mikel Arakistain - Bajo
- Ion Gurrutxaga - Batería

## Discografía

### Álbumes
- Uek - 2000
- Ganbaratik - 2003
- Fignuh Hystreld - 2005
- Heltzear diren egunak - 2006
- Uhinak - 2007